# Molophilus obsoletus
Molophilus obsoletus là một loài ruồi trong họ Limoniidae. Chúng phân bố ở miền Cổ bắc.